# Forte de Tarute
Foto do Castelo de Tarut Arábia Saudita 2021
O Castelo de Tarute, também conhecido como Palácio de Tarute, Forte de Tarute, Forte Português ou simplesmente "O Forte", é um sítio arqueológico situado numa colina no centro da Ilha de Tarute, localizada a sudoeste de Deira, na parte oriental da Governadoria de Catife, na Arábia Saudita. A colina, conhecida como Tall Tarute, estima-se ter 5.000 anos. Acredita-se que o castelo em si remonte à época do estado Uyunida e foi posteriormente usado como ponto defensivo português.
Os portugueses renovaram o castelo no século XVI, especificamente em 29 de março de 1544 d.C durante a sua ocupação do Golfo Arábico. O forte foi construído sobre os restos de um templo dedicado à deusa fenícia Astarte ou Inanna, de quem deriva o nome "Ilha de Tarute". As ruínas e fundações do templo original permanecem visíveis sob o castelo.